# Гасанов, Гасан Ахад оглы
Гасан Ахад оглы Гасанов (азерб. Həsən Əhəd oğlu Həsənov; дата рождения неизвестна) — советский азербайджанский мелиоратор, лауреат государственной премии СССР (1986).

## Биография
Родился в Азербайджанской ССР.
Окончил одно из профессионально-технических училище в городе Баку.
С 1968 года — мелиоратор, позже — бригадир машинистов скрепера строительно-монтажного управления «Кюрдамирмелиоводстрой» Главазмелиоводстроя. 
Достиг высоких результатов при выполнении заданий десятой (1976—1980), одиннадцатой (1981—1985) и двенадцатой (1986—1990) пятилеток. Возглавив бригаду мелиораторов инициировал увеличение количества рабочих в бригаде и их обучение смежным специальностям, чем обеспечил высокие показатели производительности труда в коллективе — план десятой пятилетки был выполнен за 3,5 года. С 1981 года бригада перешла на единый наряд, за первые пять месяцев 1985 года бригада выполнила строительно-монтажные работы на 101,5 процентов, а по итогам одиннадцатой пятилетки выполнила за 5 лет два пятилетних плана. В работе широко использовал рационализаторскую методику, подготовил и обучил секретам мелиорации и ирригации десятки механизаторов.
Постановлением ЦК КПСС и Совета Министров СССР от 7 ноября 1986 года, за большой личный вклад в изыскание и использование внутренних резервов строительного производства Гасанову Гасану Ахад оглы присуждена Государственная премия СССР.
Активно участвовал в общественной жизни республики, состоял в КПСС, был выдвинут делегатом на XXXI съезд Коммунистической партии Азербайджана (1986).